# RNIL 301
De RNIL 301 is een route nationale d'intérêt local in het Franse departement Seine-Saint-Denis ten noorden van Parijs. De weg bestaat uit twee delen. Het eerste deel loopt van de Porte d'Aubervilliers in de Boulevard Périphérique in Parijs via Aubervilliers naar La Courneuve. Het tweede deel loopt van Saint-Denis via Stains naar Pierrefitte-sur-Seine. Beide delen zijn met elkaar verbonden door de N301.

## Geschiedenis
Tot 2006 was de RNIL 301 onderdeel van de N301. In 2006 werd de weg overgedragen aan het departement Seine-Saint-Denis, omdat de weg geen belang meer had voor het doorgaande verkeer. Seine-Saint-Denis weigert echter om de weg een nieuw nummer te geven, waardoor de weg nog steeds als route nationale wordt aangegeven.